# Nicole Asinugo
Nicole Asinugo es una guionista, productora y narradora nigeriana. Fue ganadora conjunta (junto a C. J. Obasi) de la categoría mejor guionista en una película o serie de televisión en los Africa Magic Viewers Choice Awards 2020 por Living in Bondage: Breaking Free. También fue guionista de la película Rattlesnake, estrenada en noviembre de 2020. Es la narradora y curadora de contenido de la World Expo 2020 en los Emiratos Árabes Unidos, después de desempeñarse como editora principal y productora de contenido en Ndani TV.

## Biografía
Asinugo nació en Reino Unido. Se graduó con una licenciatura en derecho de la Universidad de Nottingham. Posteriormente, obtuvo una certificación de abogada de la Facultad de Derecho de Nigeria en 2011. Luego asistió a la London School of Journalism en 2012, donde obtuvo un posgrado en Periodismo.

## Carrera profesional
Asinugo fue editora de la revista In and out en 2010, centrada en el turismo de Nigeria. En 2012, trabajó en Channels Televisión como redactora de noticias, cubriendo historias en medio ambiente, aviación y relaciones exteriores. En 2016, se unió a Ndani TV en 66, como editora principal y productora de contenido.
En 2019, produjo su primer guion Living in Bondage: Breaking Free, que fue el ganador conjunto de la séptima edición de los Africa Magic Viewers 'Choice Award (AMVCA) junto a CJ Obasi el 6 de febrero de 2020, en la sala de exposiciones Eko en isla Victoria, Lagos. En abril de 2020, concluyó su segundo guion "Rattle Snake", listo para su lanzamiento en noviembre/diciembre de 2020. Tiene un blog "2 primicias de vida y estilo", donde comparte sus experiencias con la cultura nigeriana y la riqueza de la vida viviendo sola en Lagos. El blog cuenta con una sección de club de lectura, donde se reúne mensualmente con lectores interesados para leer y discutir un libro de interés.

## Premios y nominaciones
Recibió un premio como ganadora conjunta en la 7ª edición de los Africa Magic viewers 'Choice Awards (AMVCA).